# Вировитичка ударна бригада
Вировитичка ударна бригада НОВЈ формирана је 24. августа 1944. године крај Грубишног Поља од Билогорског одреда и Првог батаљона 16. омладинске бригаде „Јожа Влаховић”. У свом је саставу имала четири батаљона с укупно 737 бораца, а већ крајем септембра 1316 бораца. Дана 28. августа ушла је у састав 40. славонске дивизије НОВЈ.

## Ратни пут бригаде
Ратујући улгавном на подручју Подравине, рушила је у више наврата пругу Вировитица-Барч и водила борбе против немачких, усташких и домобранских снага. Заједно с 18. славонском бригадом 16. септембра ослободила је Дарувар. Дана 25. и 26. септембра учествовала је у ослобађању Подравске Слатине. Током октобра, након успоставе и стабилизације Вировитичког мостобрана оперисала је на ширем подручју Вировитице и Питомаче, око Копривнице, Банове Јаруге и Батрине, а током новембра на линији Нашице-Осијек. од 18. до 24. новембра учествовала је у борбама за Нашице. Након тога је до почетка јануара 1945. изводила диверзије на комуникацији Плетерница-Нашице-Осијек. Дана 31. јануара додељен јој је назив ударна. Током фебруара дејствовала је на подручју Павловца, Грубишног Поља, Псуња и Равне горе, током марта на подручју Воћина, Пожеге, Шушњара, а у априлу је учествовала у завршним борбама за ослобођење Нашица. Током друге половице априла учествовала је у ослобођењу Пожешке котлине, 1. маја у ослобођењу Грубишног Поља. Дана 12. маја стигла је до Марибора, где завршава њен ратни пут.
Вировитичка ударна бригада одликована је Орденом заслуга за народ.